# Antonio Čolak
Antonio Mirko Čolak (Ludwigsburg, 17 settembre 1993) è un calciatore tedesco naturalizzato croato, attaccante dello Spezia.

## Biografia
Nato in Germania da genitori croati che sono arrivati un anno prima per sfuggire dalla guerra.
Oltre al tedesco e al croato sa parlare il polacco, il greco e il portoghese.

## Caratteristiche tecniche
Di ruolo di centravanti, non partecipa molto alla manovra della squadra ma sa essere cinico in fase realizzativa.

## Carriera

### Club
Esordisce in Bundesliga con la divisa del Norimberga, scendendo in campo 6 volte nella massima serie tedesca. Nella stagione 2014-2015 i tedeschi lo girano in prestito al Lechia Danzica, club della prima categoria polacca: l'attaccante croato mette a segno 10 reti in 30 giornate tra campionato e play-off, andando a segno con una doppietta contro il Gornik Zabrze (2-2) e decidendo le sfide casalinghe contro Belchatow (1-0) e Gornik Zabrze (1-0). L'Hoffenheim spende 500000 € per il suo acquisto e decide di mandarlo a farsi le ossa in seconda divisione: al Kaiserslautern, Čolak raccoglie un magro bottino, segnando 5 reti in 22 apparizioni e una doppietta in trasferta contro il FSV Francoforte (1-4).
Il 25 luglio 2016 è ceduto al Darmstadt in prestito oneroso per 150000 €: alla prima uscita stagionale ufficiale, nell'incontro di DFB-Pokal contro i dilettanti del Bremer, il croato realizza una tripletta nel 7-0 finale.
Nel 2018 si trasferisce a Fiume tra le file del Rijeka con il quale in due stagioni disputa due finali di Coppa di Croazia, vincendole entrambe.
Eletto capocannoniere nella seconda e ultima stagione della sua avventura "fiumana" nel settembre 2020 si trasferisce nel PAOK.
Il 1º novembre 2020 segna su rigore la sua prima rete nella squadra greca, in occasione della partita in trasferta contro il Panaitōlikos. Dopo le prime tre partite, disputate da titolare, lo spazio concessogli dal tecnico Pablo García al punto tale da essere inizialmente utilizzato da subentrante per poi non essere schierato neppure a partita in corso.
Il 6 marzo 2021 viene annunciato il suo arrivo nella rosa del Malmö FF campione di Svezia, con un prestito valido fino al successivo dicembre che prevede anche la possibilità di un eventuale acquisto a titolo definitivo ad un costo fissato a tre milioni di euro. Con 5 reti in 8 partite dei turni preliminari, contribuisce alla qualificazione degli svedesi alla fase a gironi della UEFA Champions League 2021-2022. In campionato, invece, conquista il titolo nazionale anche grazie al suo apporto di 14 gol in 26 partite che lo rendono vice capocannoniere.
Nel gennaio 2022, al termine del prestito, fa ritorno al PAOK con mettendo a segno 2 reti in 15 presenze; mentre il 7 luglio seguente si trasferisce a titolo definitivo agli scozzesi del Rangers.
Dopo essere stato il miglior marcatore stagionale dei Rangers, a pari merito con James Tavernier, avendo segnato 18 gol, il 15 luglio 2023 si trasferisce a titolo definitivo al Parma, militante in Serie B, firmando un triennale. L'esordio con i ducali avviene il 26 agosto seguente nella partita contro il Cittadella, vinta per 2-0, mentre tre giorni dopo segna la sua prima rete, regalando in peno recupero il successo per 2-1 in casa del Pisa. A fine stagione i crociati ottengono la promozione in Serie A, ma Colak, complice un mancato adattamento agli schemi dell'allenatore dei parmensi Fabio Pecchia, ha trovato poco spazio segnando in totale 3 reti in 654 minuti complessivi nelle 22 partite da lui disputate.
Non rientrando nei piani dei crociati, il 30 agosto 2024 viene ceduto allo Spezia. Il 10 novembre segna la sua prima rete con i liguri, chiudendo le marcature nel successo per 3-0 in casa della Juve Stabia.

### Nazionale
L'11 novembre 2020 debutta con la nazionale maggiore nella partita amichevole tenutasi ad Istanbul contro la Turchia. Successivamente ha disputato altre due partite con la selezione croata.

## Statistiche
Statistiche aggiornate al 25 maggio 2025.
| Stagione             | Squadra              | Campionato           | Campionato | Campionato | Coppe nazionali | Coppe nazionali | Coppe nazionali | Coppe continentali | Coppe continentali | Coppe continentali | Altre coppe | Altre coppe | Altre coppe | Totale | Totale |
| Stagione             | Squadra              | Comp                 | Pres       | Reti       | Comp            | Pres            | Reti            | Comp               | Pres               | Reti               | Comp        | Pres        | Reti        | Pres   | Reti   |
| -------------------- | -------------------- | -------------------- | ---------- | ---------- | --------------- | --------------- | --------------- | ------------------ | ------------------ | ------------------ | ----------- | ----------- | ----------- | ------ | ------ |
| 2011-2012            | Karlsruhe II         | RL                   | 1          | 1          | -               | -               | -               | -                  | -                  | -                  | -           | -           | -           | 1      | 1      |
| 2012-2013            | Norimberga II        | RL                   | 32         | 13         | -               | -               | -               | -                  | -                  | -                  | -           | -           | -           | 32     | 13     |
| 2013-2014            | Norimberga II        | RL                   | 26         | 17         | -               | -               | -               | -                  | -                  | -                  | -           | -           | -           | 26     | 17     |
| 2013-2014            | Norimberga           | BL                   | 6          | 0          | -               | -               | -               | -                  | -                  | -                  | -           | -           | -           | 6      | 0      |
| ago. 2014            | Norimberga II        | RL                   | 1          | 0          | -               | -               | -               | -                  | -                  | -                  | -           | -           | -           | 1      | 0      |
| Totale Norimberga II | Totale Norimberga II | Totale Norimberga II | 59         | 30         |                 | -               | -               |                    | -                  | -                  |             | -           | -           | 59     | 30     |
| ago. 2014            | Norimberga           | 2L                   | 1          | 0          | -               | -               | -               | -                  | -                  | -                  | -           | -           | -           | 1      | 0      |
| Totale Norimberga    | Totale Norimberga    | Totale Norimberga    | 7          | 0          |                 | -               | -               |                    | -                  | -                  |             | -           | -           | 7      | 0      |
| ago. 2014-2015       | Lechia Danzica       | EK                   | 30         | 10         | CP              | 1               | 0               | -                  | -                  | -                  | -           | -           | -           | 31     | 10     |
| 2015-2016            | Kaiserslautern II    | RL                   | 1          | 2          | -               | -               | -               | -                  | -                  | -                  | -           | -           | -           | 1      | 2      |
| 2015-2016            | Kaiserslautern       | 2L                   | 22         | 5          | CG              | 2               | 0               | -                  | -                  | -                  | -           | -           | -           | 24     | 5      |
| 2016-2017            | Darmstadt            | BL                   | 22         | 4          | CG              | 2               | 3               | -                  | -                  | -                  | -           | -           | -           | 24     | 7      |
| 2017-gen. 2018       | Ingolstadt 04 II     | RL                   | 1          | 1          | -               | -               | -               | -                  | -                  | -                  | -           | -           | -           | 1      | 1      |
| 2017-gen. 2018       | Ingolstadt 04        | 2L                   | 6          | 0          | CG              | 2               | 0               | -                  | -                  | -                  | -           | -           | -           | 8      | 0      |
| gen.-giu. 2018       | Rijeka               | 1.HNL                | 16         | 6          | -               | -               | -               | -                  | -                  | -                  | -           | -           | -           | 16     | 6      |
| 2018-2019            | Rijeka               | 1.HNL                | 24         | 12         | CG              | 5               | 7               | UEL                | 1                  | 0                  | -           | -           | -           | 30     | 19     |
| 2019-2020            | Rijeka               | 1.HNL                | 32         | 20         | CG              | 4               | 4               | UEL                | 4                  | 2                  | -           | -           | -           | 40     | 26     |
| ago.-set. 2020       | Rijeka               | 1.HNL                | 4          | 0          | -               | -               | -               | -                  | -                  | -                  | -           | -           | -           | 4      | 0      |
| Totale Rijeka        | Totale Rijeka        | Totale Rijeka        | 76         | 38         |                 | 9               | 11              |                    | 5                  | 2                  |             | -           | -           | 90     | 51     |
| set. 2020-mar. 2021  | PAOK                 | SL                   | 10         | 1          | CG              | 0               | 0               | UCL+UEL            | 1+5                | 0                  | -           | -           | -           | 16     | 1      |
| mar.-dic. 2021       | Malmö FF             | A                    | 26         | 14         | -               | -               | -               | UCL                | 14                 | 5                  | -           | -           | -           | 40     | 19     |
| gen.-giu. 2022       | PAOK                 | SL                   | 15         | 2          | CG              | 2               | 1               | UECL               | 6                  | 0                  | -           | -           | -           | 23     | 3      |
| Totale PAOK          | Totale PAOK          | Totale PAOK          | 25         | 3          |                 | 2               | 1               |                    | 12                 | 0                  |             | -           | -           | 39     | 4      |
| 2022-2023            | Rangers              | SP                   | 25         | 14         | SC+CdL          | 3+1             | 1+0             | UCL                | 10                 | 3                  | -           | -           | -           | 39     | 18     |
| 2023-2024            | Parma                | B                    | 22         | 3          | CI              | 0               | 0               | -                  | -                  | -                  | -           | -           | -           | 22     | 3      |
| 2024-2025            | Spezia               | B                    | 24+2       | 1+0        | CI              | -               | -               | -                  | -                  | -                  | -           | -           | -           | 26     | 1      |
| Totale carriera      | Totale carriera      | Totale carriera      | 349        | 126        |                 | 22              | 16              |                    | 41                 | 10                 |             | -           | -           | 412    | 152    |

### Cronologia presenze e reti in nazionale
| Cronologia completa delle presenze e delle reti in nazionale ― Croazia | Cronologia completa delle presenze e delle reti in nazionale ― Croazia | Cronologia completa delle presenze e delle reti in nazionale ― Croazia | Cronologia completa delle presenze e delle reti in nazionale ― Croazia | Cronologia completa delle presenze e delle reti in nazionale ― Croazia | Cronologia completa delle presenze e delle reti in nazionale ― Croazia | Cronologia completa delle presenze e delle reti in nazionale ― Croazia | Cronologia completa delle presenze e delle reti in nazionale ― Croazia |
| Data                                                                   | Città                                                                  | In casa                                                                | Risultato                                                              | Ospiti                                                                 | Competizione                                                           | Reti                                                                   | Note                                                                   |
| ---------------------------------------------------------------------- | ---------------------------------------------------------------------- | ---------------------------------------------------------------------- | ---------------------------------------------------------------------- | ---------------------------------------------------------------------- | ---------------------------------------------------------------------- | ---------------------------------------------------------------------- | ---------------------------------------------------------------------- |
| 11-11-2020                                                             | Istanbul                                                               | Turchia                                                                | 3 – 3                                                                  | Croazia                                                                | Amichevole                                                             | -                                                                      | 66’                                                                    |
| 4-9-2021                                                               | Bratislava                                                             | Slovacchia                                                             | 0 – 1                                                                  | Croazia                                                                | Qual. Mondiali 2022                                                    | -                                                                      | 55’                                                                    |
| 7-9-2021                                                               | Spalato                                                                | Croazia                                                                | 3 – 0                                                                  | Slovenia                                                               | Qual. Mondiali 2022                                                    | -                                                                      | 86’                                                                    |
| Totale                                                                 |                                                                        | Presenze                                                               | 3                                                                      |                                                                        | Reti                                                                   | 0                                                                      |                                                                        |

| Cronologia completa delle presenze e delle reti in nazionale ― Croazia under 20 | Cronologia completa delle presenze e delle reti in nazionale ― Croazia under 20 | Cronologia completa delle presenze e delle reti in nazionale ― Croazia under 20 | Cronologia completa delle presenze e delle reti in nazionale ― Croazia under 20 | Cronologia completa delle presenze e delle reti in nazionale ― Croazia under 20 | Cronologia completa delle presenze e delle reti in nazionale ― Croazia under 20 | Cronologia completa delle presenze e delle reti in nazionale ― Croazia under 20 | Cronologia completa delle presenze e delle reti in nazionale ― Croazia under 20 |
| Data                                                                            | Città                                                                           | In casa                                                                         | Risultato                                                                       | Ospiti                                                                          | Competizione                                                                    | Reti                                                                            | Note                                                                            |
| ------------------------------------------------------------------------------- | ------------------------------------------------------------------------------- | ------------------------------------------------------------------------------- | ------------------------------------------------------------------------------- | ------------------------------------------------------------------------------- | ------------------------------------------------------------------------------- | ------------------------------------------------------------------------------- | ------------------------------------------------------------------------------- |
| 8-12-2011                                                                       | Villa Decani                                                                    | Slovenia under 20                                                               | 0 – 1                                                                           | Croazia under 20                                                                | Amichevole                                                                      | 1                                                                               | 57’                                                                             |
| 15-5-2012                                                                       | Kaposvár                                                                        | Ungheria under 20                                                               | 1 – 2                                                                           | Croazia under 20                                                                | Amichevole                                                                      | -                                                                               | 51’                                                                             |
| 22-5-2012                                                                       | Županja                                                                         | Croazia under 20                                                                | 0 – 4                                                                           | Serbia under 20                                                                 | Amichevole                                                                      | -                                                                               | 51’                                                                             |
| Totale                                                                          |                                                                                 | Presenze                                                                        | 3                                                                               |                                                                                 | Reti                                                                            | 1                                                                               |                                                                                 |

## Palmarès

### Club
- Campionato svedese: 1

Malmö: 2021
- Coppa di Croazia: 2

Rijeka: 2018-2019, 2019-2020
- Campionato italiano di Serie B: 1

Parma: 2023-2024

### Individuale
- Capocannoniere del campionato croato: 1

2019-2020 (20 gol)